# Synchlora megastigma
Synchlora megastigma là một loài bướm đêm trong họ Geometridae.